# Ruslana Cychoc'ka
Ruslana Petrivna Cychoc'ka (in ucraino Руслана Петрівна Цихоцька?; tr.en.: Ruslana Petrieva Tsykhotska; Magdagači, 23 marzo 1986) è una triplista ucraina.

## Biografia
Nata nell'ex Unione Sovietica, Cychoc'ka ha gareggiato sin dai primi anni 2000 per l'Ucraina. Ha esordito nelle competizioni internazionali nel 2011, vincendo due medaglie di bronzo ai Giochi mondiali militari in Brasile e partecipando ai Mondiali in Corea del Sud. Nel 2016 ha preso parte ai Giochi olimpici di Rio de Janeiro 2016 fermandosi in qualificazione.
Dalla fine del 2017 si è trasferita negli Stati Uniti, dove compete nei circuiti open e master con una squadra locale.

## Palmarès
| Anno | Manifestazione           | Sede           | Evento         | Risultato | Prestazione | Note |
| ---- | ------------------------ | -------------- | -------------- | --------- | ----------- | ---- |
| 2011 | Giochi mondiali militari | Rio de Janeiro | Salto in lungo | Bronzo    | 6,23 m      |      |
| 2011 | Giochi mondiali militari | Rio de Janeiro | Salto triplo   | Bronzo    | 14,05 m     |      |
| 2011 | Mondiali                 | Taegu          | Salto triplo   | 32ª (q)   | 13,28 m     |      |
| 2012 | Mondiali indoor          | Istanbul       | Salto triplo   | 27ª (q)   | 13,21 m     |      |
| 2012 | Europei                  | Helsinki       | Salto triplo   | 17ª (q)   | 13,87 m     |      |
| 2013 | Europei indoor           | Göteborg       | Salto triplo   | 18ª (q)   | 13,10 m     |      |
| 2013 | Mondiali                 | Mosca          | Salto triplo   | 16ª (q)   | 13,51 m     |      |
| 2016 | Europei                  | Amsterdam      | Salto triplo   | 14ª (q)   | 13,78 m     |      |
| 2016 | Giochi olimpici          | Rio de Janeiro | Salto triplo   | 26ª (q)   | 13,63 m     |      |
| 2017 | Europei indoor           | Belgrado       | Salto triplo   | 16ª (q)   | 13,31 m     |      |